# Уестерн Адишън
Уестерн Адишън или Западна добавка (Western Addition) е квартал в град-окръг Сан Франциско, щата Калифорния, САЩ. В квартала се намира Пагодата на мира и парка Аламо Скуеър
Границите на Уестерн Адишън са „Ван Нес“ авеню (Van Ness Avenue) на изток, „Масоник“ авеню (Masonic Avenue) на запад, ул. „Поуст“ (Post Street) на север и ул. „Оук“ (Oak Street) на юг.